# NGC 7763
NGC 7763 é uma galáxia elíptica (E-S0) localizada na direcção da constelação de Aquarius. Possui uma declinação de -16° 35' 23" e uma ascensão recta de 23 horas, 50 minutos e 15,7 segundos.
A galáxia NGC 7763 foi descoberta em 1886 por Frank Leavenworth.